# Táo dại Tân Cương
Táo dại Tân Cương (danh pháp khoa học: Malus sieversii) là một loài táo họ Hoa hồng. Loài này được (Ledeb.) M. Roem. miêu tả khoa học đầu tiên năm 1830.
Táo dại Tân Cương có nguồn gốc hoang dã vùng núi Trung Á ở miền nam Kazakhstan, miền đông Uzbekistan, Kyrgyzstan, Tajikistan, miền Bắc Afghanistan và Tân Cương, Trung Quốc. Nó gần đây đã được chứng minh là tổ tiên duy nhất của hầu hết các giống táo thuần (Malus domestica). Nó lần đầu tiên mô tả (là Pyrus sieversii) vào năm 1833 bởi Carl Friedrich von Ledebour, một nhà tự nhiên học người Đức, người nhìn thấy chúng mọc trong dãy núi Altai.

## Hình ảnh

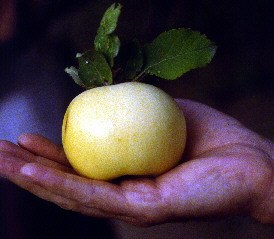
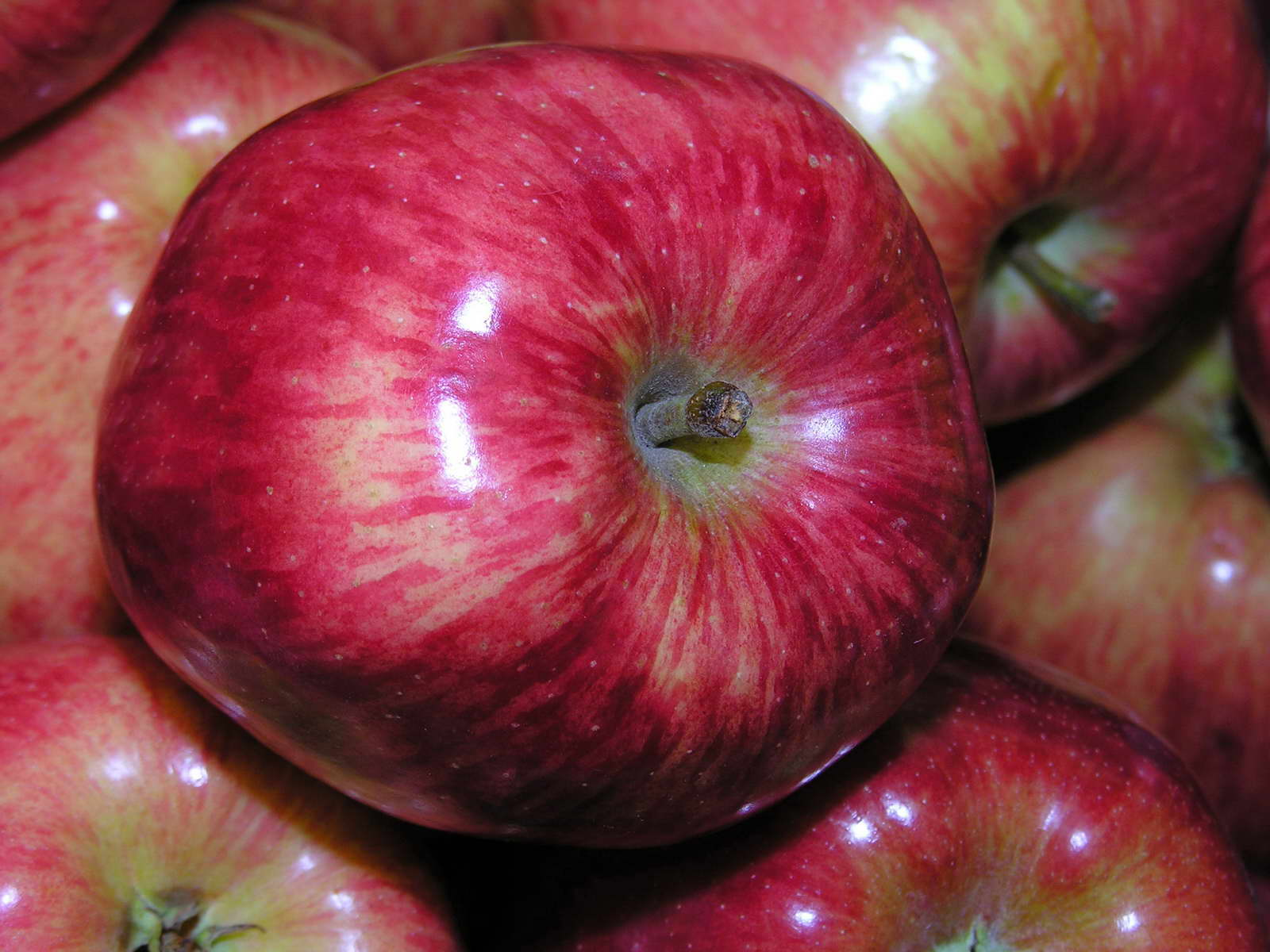
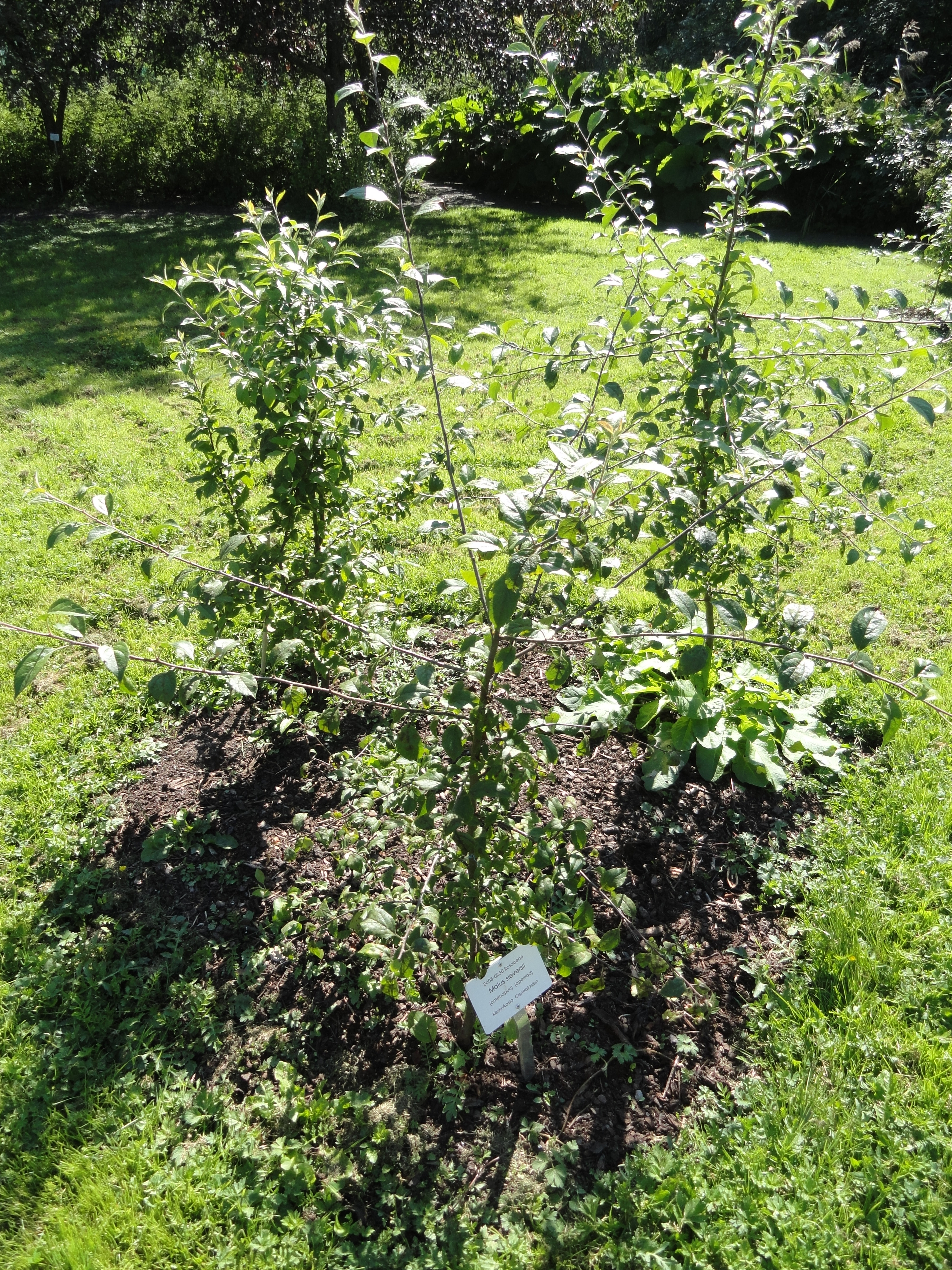
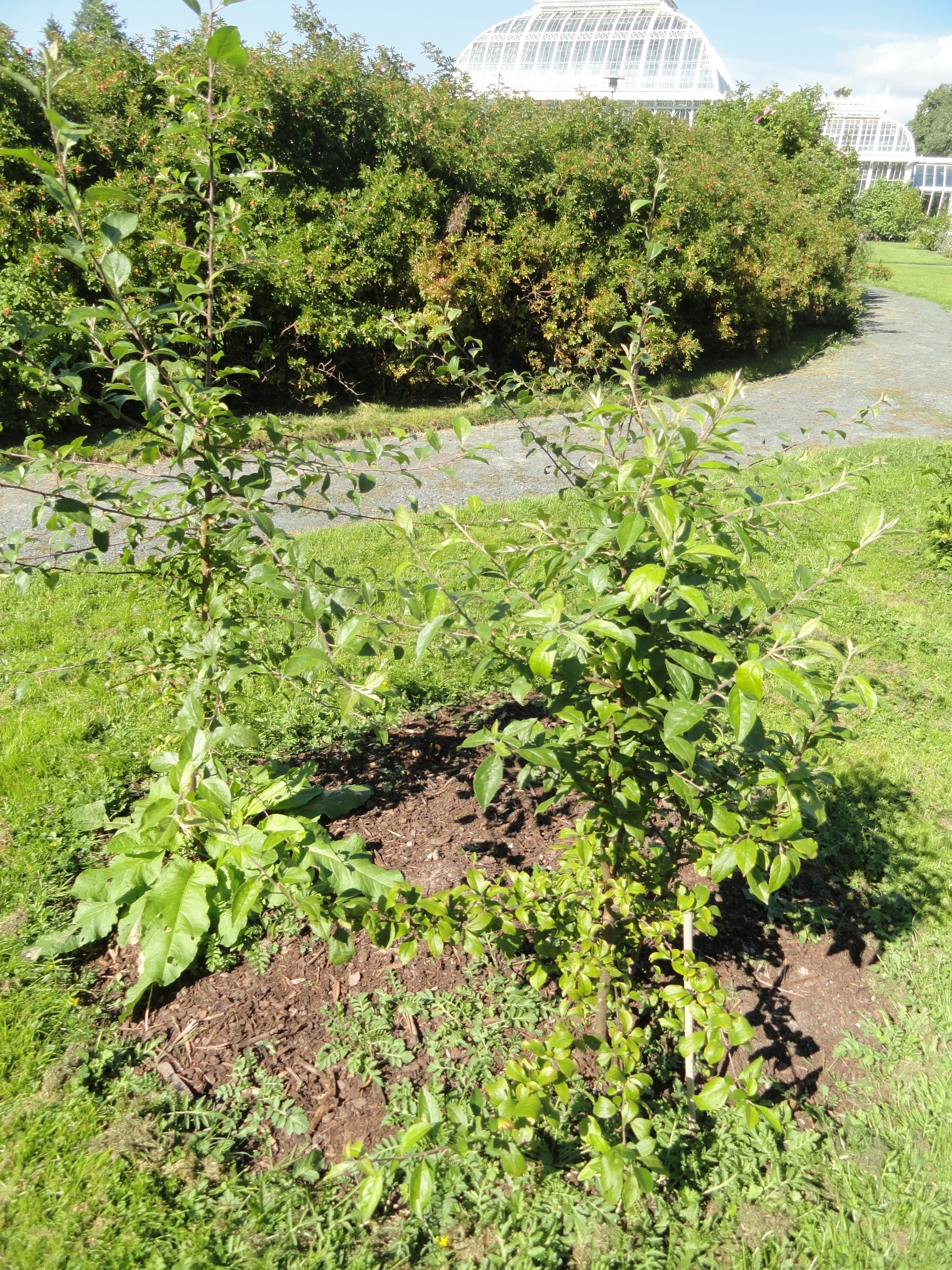